# Maximilien Chastanet
Maximilien Jacques Chastanet (* 15. März 1996 in Le Havre) ist ein französischer Florettfechter.

## Erfolge
Maximilien Chastanet sicherte sich bei den Europameisterschaften 2022 in Antalya seine ersten internationalen Medaillen, als er im Einzel den dritten Platz belegte und mit der Mannschaft Zweiter wurde. Nur einen Monat später gewann er bei den Weltmeisterschaften in Kairo die Bronzemedaille in der Mannschaftskonkurrenz. 2024 gelang ihm zusammen mit Enzo Lefort, Julien Mertine und Maxime Pauty der Titelgewinn im Mannschaftswettbewerb bei den Europameisterschaften in Basel.
Bei den Olympischen Spielen 2024 in Paris wurde Chastanet für die Einzelkonkurrenz nicht nominiert und startete lediglich im Mannschaftswettbewerb. In diesem erreichte er gemeinsam mit Maxime Pauty, Julien Mertine und Enzo Lefort das Halbfinale, nachdem in der ersten Runde China mit 45:35 besiegt wurde. Im Halbfinale unterlagen die Franzosen der Équipe Japans mit 37:45, sodass sie gegen die Vereinigten Staaten das abschließende Gefecht um Bronze bestritten. Dieses gewannen sie mit 45:32.
Für seinen olympischen Medaillengewinn erhielt Chastanet am 24. September 2024 das Ritterkreuz des Ordre national du Mérite. Er hat ein Marketingstudium an der Ohio State University absolviert.